# 5e arrondissement de Hô Chi Minh-Ville
Pour les articles homonymes, voir 5e arrondissement.
Le 5e arrondissement de Hô Chi Minh-Ville  (vietnamien : Quận 5) est aussi connu sous le nom de Cholon (vietnamien : Chợ Lớn), quartier chinois qui s'étend également sur une partie du 6e arrondissement. La population d'origine chinoise forme une grande partie de ses 200 000 habitants.

## Présentation
Parmi les bâtiments remarquables de l’arrondissement citons :
- Cholon
- Windsor Plaza Hotel
- Quartier historique de Hai Thuong Lan Ong
- Parc aquatique Đại Thế Giới
- Hôpital Chợ Rẫy

## Galerie

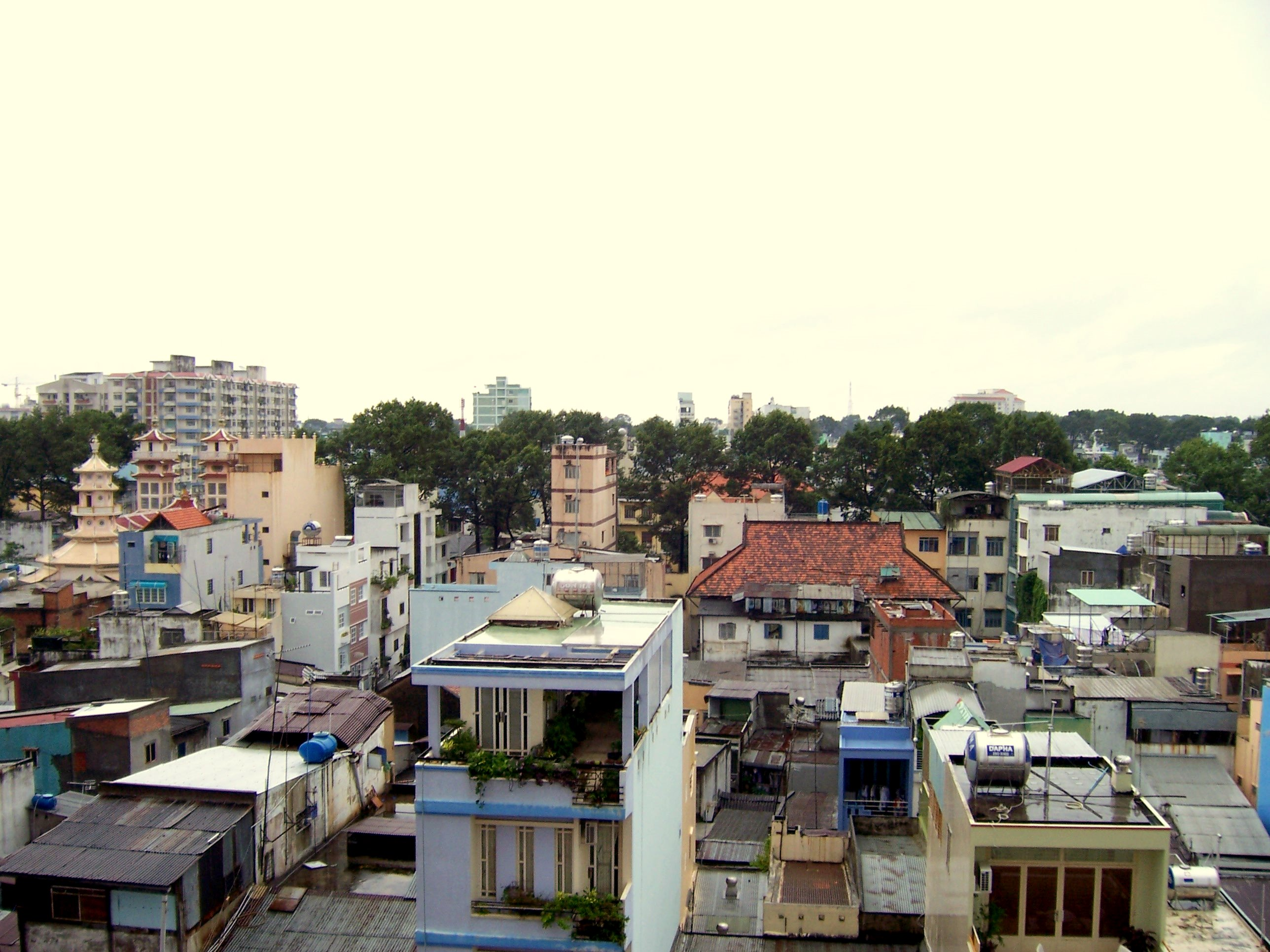
Habitations.
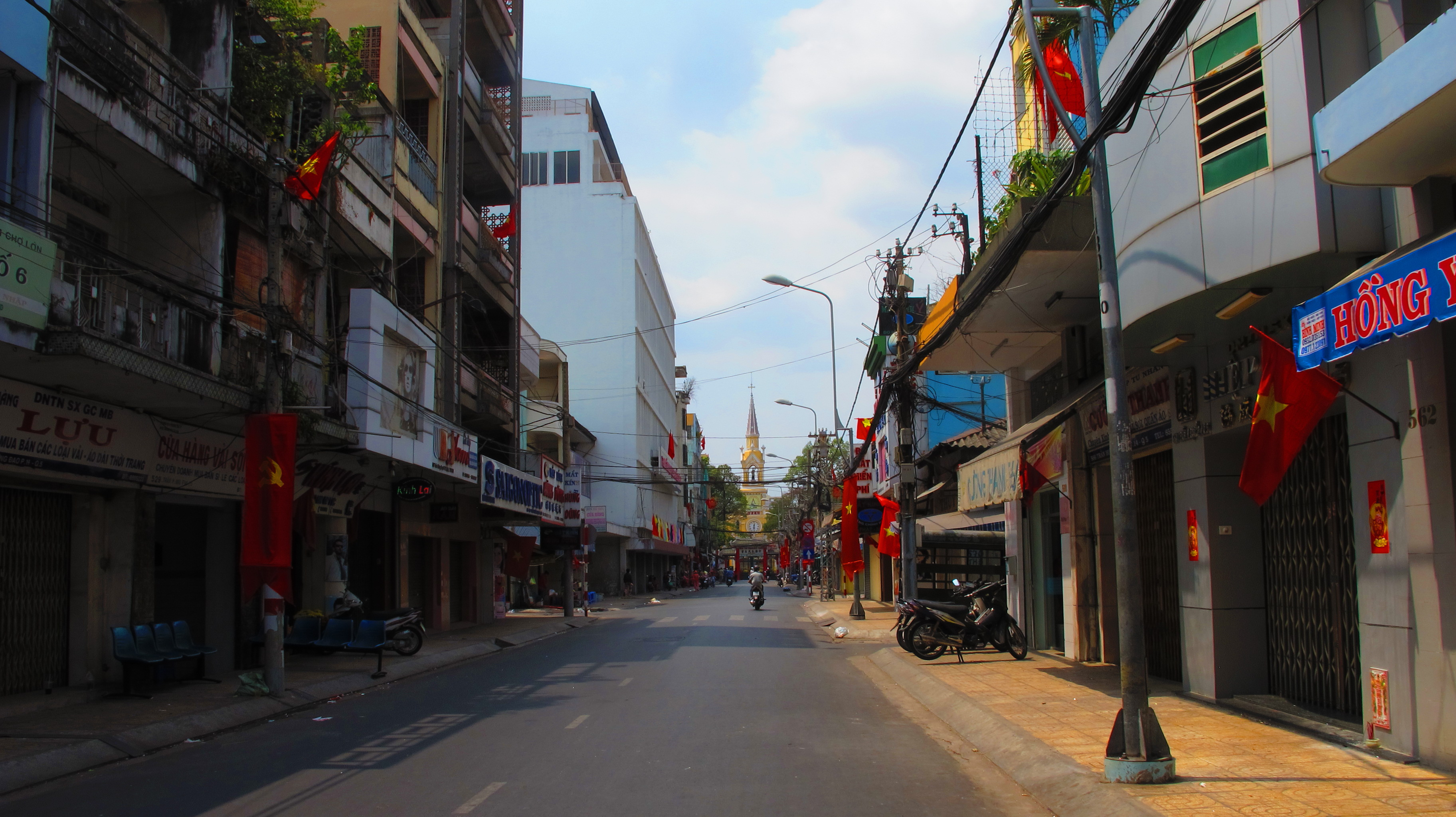
Rue Tran Hung Dao.
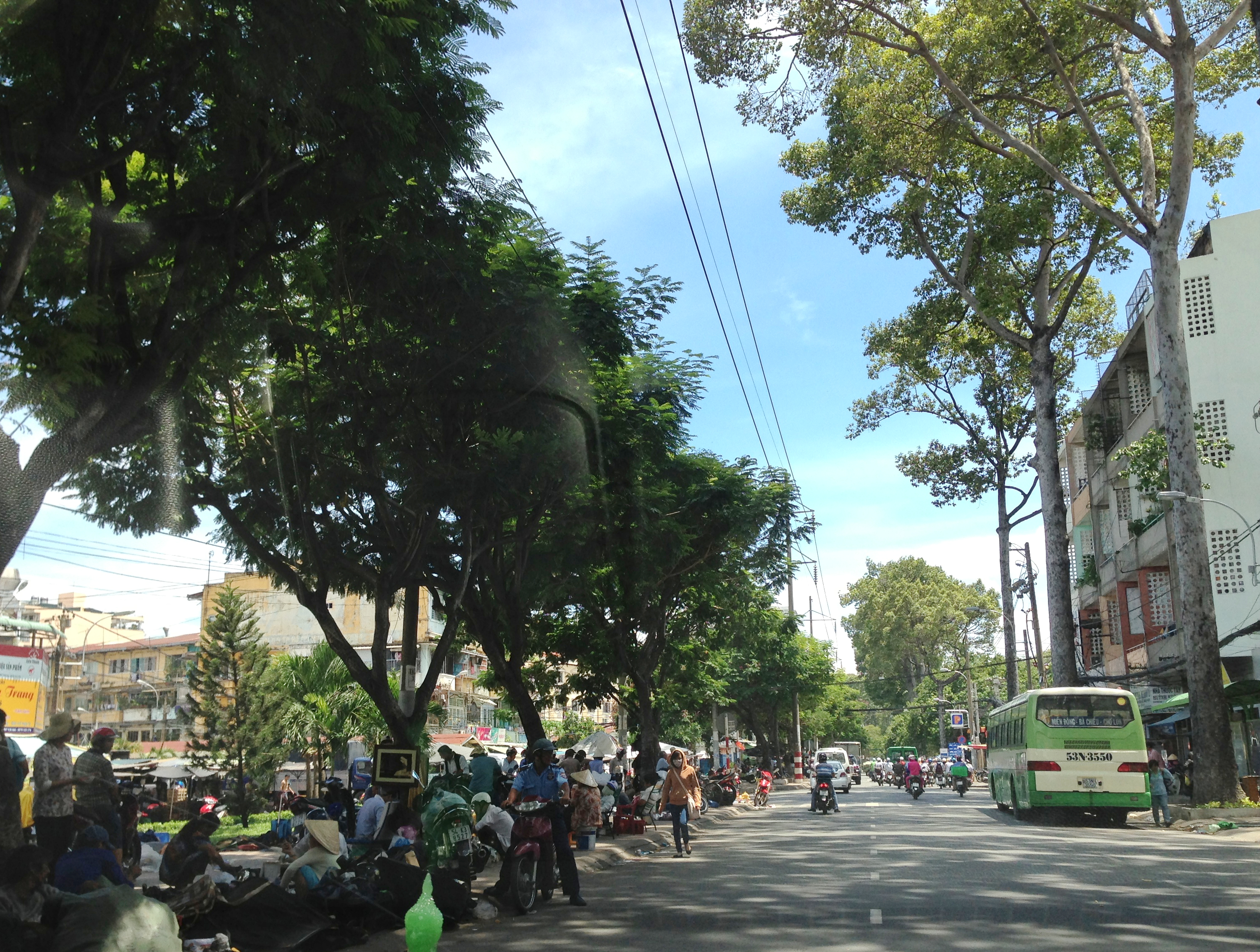
Hung Vuong, phuong 9.

Phường 14.
Phuong 12.
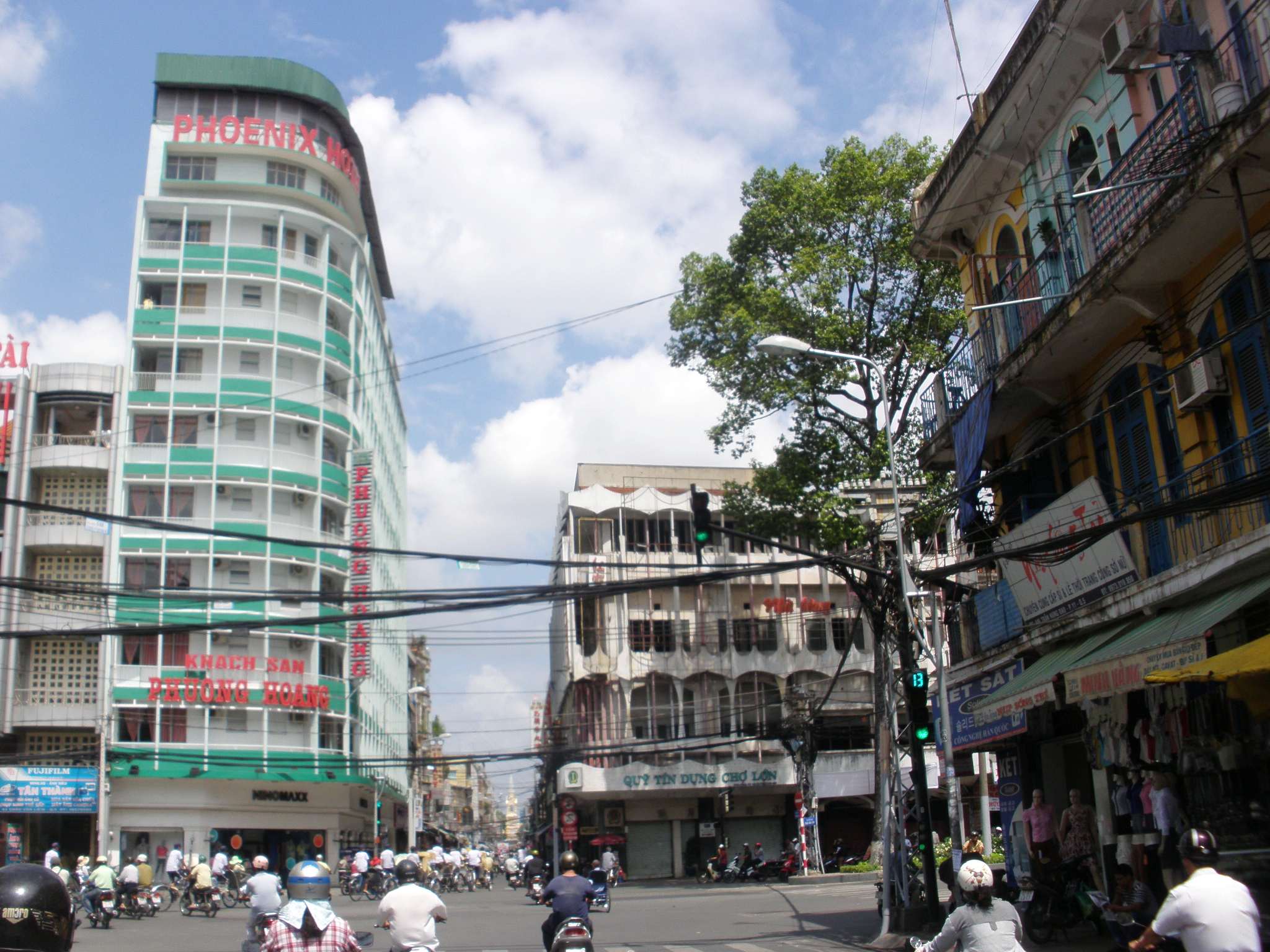
Tran Hung Dao et Chau Van liem.